# Аркас Микола Андрійович
Аркас Микола Андрійович (20 травня 1816, Миколаїв — 20 червня 1881, Миколаїв) — генерал-ад'ютант, адмірал. Син Андрія Еммануїловича Аркаса, молодший брат Захарія Андрійовича Аркаса, батько Миколи Миколайовича Аркаса-першого, дід Миколи Миколайовича Аркаса-другого, прадід Миколи Миколайовича Аркаса-третього. 

## Біографія
Етнічний грек. Народився в родині грека-біженця Андрія Еммануїловича Аркаса, професійного моряка, що оселився в Миколаєві. Мати — дочка відомого вченого й архонта Аліміне Гаскаро. Був дванадцятою дитиною в родині, але живими залишилися тільки троє братів і три сестри.
Почав службу гардемарином на кораблях Чорноморського флоту. У 1828–1829 брав участь у російсько-турецькій війні. Після переведення на Балтійський флот командував судами, на яких здійснювали плавання члени імператорської родини.
Після завершення російсько-турецької війни повернувся до Миколаєва, де почав вивчати курс морських наук у штурманському училищі. У віці 12 років в березні 1830 р. влаштовується на дійсну службу на Чорноморський флот гардемарином, а 15 жовтня 1832 року, отримавши чин мічмана, зарахований у 30-й флотський екіпаж.
У 1838 році на кораблях ескадри віце-адмірала М. П. Лазарєва взяв участь в Боспорській експедиції, а потім — проти горців при колонізації приморських районів Кавказу. З 1843 року служив на Балтійському флоті, був введений до складу комітету з будівництва пароплавів. Під наглядом М. А. Аркаса в 1845 році на судноверфі в Астрахані зібрані пароплави «Куба», «Ленкорань», «Париж». У 1848 році направлений у відрядження до Англії для спостереження за будівництвом пароплава-фрегата «Володимир». Прийняв командування і перевів його до Чорного моря.
Здійснив плавання навколо Європи в Грецію та інші південні країни. З 1871 по 1881 — Головний командир Чорноморського флоту і портів і військовий губернатор Миколаєва. Діяльність Миколи Андрійовича Аркаса у цьому званні ще не оцінена в достатній мірі, але подвиги Чорноморського флоту в останній російсько-турецькій війні говорять на його користь. При адміралі Аркасі в Миколаєві почалося броненосне суднобудування і мінне виробництво, побудована на Стрілці (місцевість біля берегу Бузького лиману в Миколаєві) мінна лабораторія, заснований Комерційний банк, відкрита ділянка залізниці Миколаїв — Знам'янка, що зв'язав місто з усією Росією, засноване реальне училище, фельдшерська школа і морехідні класи, побудована друга пристань в Комерційному порту, відкрито музичний гурток, почалося замощення вулиць, побудований театр Монте.
Аркас заснував (1856) і очолив Російське товариство пароплавства і торгівлі (РОПІТ). При ньому було введено нове Міське Положення з Думою й 72 гласними, засновані Товариство рятування на водах і Російське Товариство Садівництва, спущена поповка «Новгород», зведено перший в місті пам'ятник — адмірала О. С. Грейга, організований перший нічліжний будинок і заснований приватний суднобудівний завод Кундишева-Володіна (на місці колишнього Спаського адміралтейства). Автор низки статей про флот. У Миколаєві Аркас жив у будинку Головного командира (тепер тут розміщується Миколаївський музей суднобудування і флоту). На згадку про Аркаса сквер біля Маріїнської гімназії (Адміральський) перейменували у Аркасівський (нині Сиваський).
Микола Андрійович Аркас помер 1881 року у Миколаєві, міська дума якого надала йому 1880 року звання почесного громадянина.

## Нагороди
Нагороджений орденами:
- Святого Георгія IV-го кл.,
- Святого Володимира III-го і II-го ст.,
- Святого Станіслава II-го ст., I-го ст. з мечами,
- Святої Анни III-го ст. з бантом, Святої Анни II-го ст., Святої Анни I-го ст. з мечами,
- святого Олександра Невського,
- Білого Орла,
- австрійським Залізної Корони ІІ-го ст.,
- грецьким орденом Спасителя II-го ст.,
- неаполітанським Святого Франциска II-го ст.,
- турецьким Нішад-Автіхар II-го ст., прикрашеним діамантами.

Також нагороджений бронзовою медаллю в пам'ять смерті імператора Миколи I-го, турецької золотою медаллю, знаком Червоного хреста. Аркасу також було дозволено носити відзнаки за службу на Кавказі.

## Бібіліографія
- М. А. Аркас. Турецький військовий флот в 1852 році // Морський збірник. — 1853. — № 1. — С. 1—33.